# Зид плача Плаза
31° 46′ 35.33″ N 35° 14′ 1.20″ E / 31.7764806° С; 35.2336667° И
Зид плача Плаза (енгл. Western Wall Plaza хебр. רחבת הכותל המערבי) је градски трг у јеврејској четврти Старог града Јерусалима поред Западног зида који се налази на источној страни трга.

## Галерија
- Зид плача
- Зид плача Тунел
- Ланац генерација Центра
- Azarat Israel - Mоли Плаза
- Јерусалим Археолошки парк
- Дунг капија